# Anartioschiza collarti
Anartioschiza collarti är en skalbaggsart som beskrevs av Louis Burgeon 1946. Anartioschiza collarti ingår i släktet Anartioschiza och familjen Melolonthidae. Inga underarter finns listade i Catalogue of Life.